# Javi Guerra
Javier Guerra Rodríguez, conosciuto anche come Javi Guerra (Malaga, 15 marzo 1982), è un ex calciatore spagnolo, di ruolo attaccante.

## Carriera
Ha giocato nella massima serie spagnola con le maglie di Valencia e, nella stagione 2012-2013, Valladolid, squadra con cui ha anche conquistato nella stagione 2011-2012 una promozione in massima serie e con cui nella stagione 2010-2011 è arrivato al secondo posto nella classifica marcatori della seconda serie spagnola con 28 gol segnati in 41 presenze.